# Reggae Legends
Reggae Legends – seria czteropłytowych składanek z największymi przebojami gwiazd muzyki reggae i dancehall, wydawana w latach 2008-2010 początkowo przez nowojorską wytwórnię VP Records, a później przez jej londyński oddział Greensleeves Records.

## Dyskografia

### 2008
- Dennis Brown

CD 1 - Nothing Like This
CD 2 - Blazing
CD 3 - Over Proof
CD 4 - Vision of a Reggae King
- Freddie McGregor

CD 1 - Hard To Get
CD 2 - Rumours
CD 3 - Anything for You
CD 4 - Carry Go Bring Come
- Gregory Isaacs

CD 1 - Absent
CD 2 - Midnight Confidential
CD 3 - Yesterday
CD 4 - Masterclass
- Mighty Diamonds

CD 1 - The Real Enemy
CD 2 - Get Ready
CD 3 - Live in Europe
CD 4 - Bust Out
- Ninjaman

CD 1 - Ting A Ling A Ling A School Pickney Sing Ting
CD 2 - Hardcore Killing
CD 3 - Booyakka Booyaka
CD 4 - Hollow Point Bad Boy
- Yellowman

CD 1 - Galong Galong Galong
CD 2 - Blueberry Hill
CD 3 - In Bed With Yellowman
CD 4 - Yellowman's Good Sex Guide

### 2009
- Beenie Man

CD 1 - Beenie Man vs Bounty Killer: Guns Out
CD 2 - Beenie Man Meets Mad Cobra
CD 3 - Beenie Man & Spragga Benz: Two Badd DJ Two
CD 4 - Beenie Man, Dennis Brown & Triston Palmer: 3 Against War
- Cocoa Tea

CD 1 - Rikers Island
CD 2 - Authorized
CD 3 - Kingston Hot
CD 4 - One Up
- Frankie Paul

CD 1 - Pass the Tu-Sheng-Peng
CD 2 - Tidal Wave
CD 3 - Double Trouble
CD 4 - Every Nigger Is A Star
- Sanchez

CD 1 - Wild Sanchez
CD 2 - In Fine Style
CD 3 - Boom Boom Bye Bye
CD 4 - Can We Talk

### 2010
- Johnny Osbourne

CD 1 - Fally Lover
CD 2 - Never Stop Fighting
CD 3 - Hightfall
CD 4 - Water Pumping
- Josey Wales

CD 1 - The Outlaw Josey Wales
CD 2 - No Way Better Than Yard
CD 3 - Josey Wales vs Yellowman: Two Giants Clash
CD 4 - Undercover Lover
- Shabba Ranks

CD 1 - Just Reality
CD 2 - Rappin With the Ladies
CD 3 - Golden Touch
CD 4 - Mr Maximum
- Sugar Minott

CD 1 - Buy Off the Bar
CD 2 - Rydim
CD 3 - Time Longer Than Rope
CD 4 - Sugar Minott & Leroy Smart: Rockers Awards Winners